# Concili de Trullo
El concili de Trullo o concili in Trullo, pel lloc on es va celebrar, o Concili Quintisext (llatí: Concilium Quinisextum; grec antic: Πενθέκτη Σύνοδος, Penthékti Sýnodos) fou un concili que es va celebrar a Constantinoble el 692. Les disposicions aprovades per aquest concili es consideren, pels ortodoxos, no com un nou concili ecumènic, sinó com un complement a les decisions dels Concilis Ecumènics de Constantinoble de 553 i 680-681.

## Història
El concili va ser convocat per l'emperador Justinià II per processar les decisions de desenvolupament cànons disciplinaris dels concilis ecumènics cinquè i sisè. D'ací pren el nom de Concili Quintisext, és a dir ‘cinquè i sisè’. Hi van assistir 215 bisbes, majoritàriament orientals; el bisbe Basili de Gortyna, a Creta, que depenia del patriarcat de Roma, signà els canons conclusius en representació del Papa, encara que no consta que en tingués el mandat.
També se'l coneix com in Trullo, de Trullo o Trullà perquè va tenir lloc a la sala de la cúpula, τρούλος en grec koiné, del palau imperial, la sala on es tractaven els assumptes d'estat.
En el I cànon, el concili va reiterar les condemnes contra les heretgies establertes pels concilis anteriors, especialment les del sisè concili ecumènic contra el monotelisme.
Els altres 101 cànons són exclusivament disciplinaris, i alguns ja havien estats anunciats prèviament. Amb el segon cànon, el concili va rebre els 85 cànons apostòlics, aent poc probable que se li atribuïssin al papa Climent I, dels quals només 50 van ser aprovats pels papes successius.
Altres cànons posteriors ja havien estat rebutjats repetidament pel Papa: per exemple, el tercer cànon del Concili de Constantinoble i el XXVIII cànon del Concili de Calcedònia va afirmar la superioritat del bisbe de Constantinoble sobre tots els altres bisbes, a més del Papa, i per tant, el seu dret a nomenar bisbes d'Alexandria, Antioquia i Jerusalem (els altres tres patriarques). El concili de Trullo volia declarar la superioritat del patriarca de Constantinoble sobre el pontífex romà. D'altra banda, el concili eliminà les normes a favor del celibat dels sacerdots, que sempre havien estat contràries a la pràctica vigent a l'Est des dels temps apostòlics; en particular la prohibició dels clergues casats de tenir fills, sota pena de suspensió. També va condemnar algunes petites diferències litúrgiques recentment afirmades a l'església llatina com contràries als usos apostòlics.
També van ser els temes sobre la veneració d'imatges: en particular, el cànon 73 recorda la importància de la Santa Creu i la seva veneració, el cànon 82 prescriu per representar Crist en forma humana i no simbòlica, com l'Anyell.
Amb un relleu particular de manera que la primera definició completa dins d'un concili és la definició de "pecat" com "malaltia de l'esperit" dins del cànon 102. El mateix cànon també estableix les condicions per a la pràctica del "Akrivie" i "oikonomìa" com a fonament de la pràctica curativa del pecador dins de l'espiritualitat oriental.